# Francisco Gutiérrez Arribas
Francisco Gutiérrez Arribas, né en 1727 à San Vicente de Arévalo et mort en 1782 à Madrid, est un sculpteur espagnol.

## Biographie

### Formation
En 1741, Francisco Gutiérrez Arribas entre dans l'atelier du sculpteur Luis Salvador Carmona à Madrid. Grâce à une pension, il peut fréquenter l'Académie de San Luca à Rome où il étudie et se familiarise avec le style classique italien.

### Carrière à Madrid
De retour à Madrid, il réalise dans la ville des œuvres profanes comme religieuses dont les plus célèbres sont la statue de la déesse Cybèle qui domine la fontaine homonyme, ainsi que les figures allégoriques des vertus cardinales qui couronnent la porte d'Alcalá.
Il est également l'auteur des sculptures représentant l'abondance, la justice et le temps, ainsi que de putti, du monument funéraire du roi Ferdinand VI et de sa femme Marie-Barbara de Portugal dans l'église du couvent des Salésiennes royales.
Il obtient la charge de sculpteur de la Cour, est nommé professeur à l'Académie des Beaux-Arts dont il prend la direction en 1765 en succédant à son maître Carmona.